# DataLife Engine
DataLife Engine (аббр. DLE; МФА: ˈdeɪtəlaɪf ˈɛnʤɪn) — коммерческая система управления контентом (CMS), разработанная Российской компанией «Софтньюс Медиа Групп». Система написана на языке PHP и использует MySQL в качестве базы данных. Разработка была начата в 2004 году, за основу была взята система CutePHP[уточнить]. Продукт позиционируется его разработчиками как средство для организации собственных средств массовой информации и блогов. Основной язык системы — русский, также существуют английская и украинская локализации.

## Оценки
В журнале «Хакер» за ноябрь 2008 года упомянутый как «популярный отечественный движок» DataLife Engine актуальной тогда версии 6.7 критиковался за небезопасный алгоритм работы с параметрами запросов. Согласно проведенным в 2011 году исследованиям компании «Яндекс», DLE часто используется на заражённых сайтах.
В рейтинге CMS по версии iTrack на апрель 2014 года DLE занимала 4 место по популярности с 59 900 установками в зоне .ru (5,85 % от общего числа). При этом подавляющее большинство её установок данной — нелегальные («занулённые») версии. В частности, по сообщениям репортеров портала Полит.ру им своими силами удалось обнаружить, что сайты ряда государственных структур РФ использовали нелицензионные версии системы DataLife Engine.